# Алунішу (Клуж)
Алунішу (рум. Alunișu) — село у повіті Клуж в Румунії. Входить до складу комуни Синкраю.
Село розташоване на відстані 361 км на північний захід від Бухареста, 50 км на захід від Клуж-Напоки.

## Населення
За даними перепису населення 2002 року у селі проживали 172 особи.
Національний склад населення села:
| Національність | Кількість осіб | Відсоток |
| -------------- | -------------- | -------- |
| румуни         | 87             | 50,6%    |
| угорці         | 85             | 49,4%    |

Рідною мовою назвали:
| Мова      | Кількість осіб | Відсоток |
| --------- | -------------- | -------- |
| румунська | 87             | 50,6%    |
| угорська  | 85             | 49,4%    |